# Jan Trtílek
Jan Trtílek (16. prosince 1938 Brno) je český restaurátor a sochař. Byl při založení divadla Járy Cimrmana, kde v letech 1967–1968 působil jako herec a podílel se na semináři k první hře Akt. Dodnes je v tomto semináři ukazována údajná Cimrmanova autobusta, kterou „rekonstruoval“ (resp. vytvořil) právě Trtílek.

## Život
Vystudoval Střední průmyslovou škola kamenickou a sochařskou v Hořicích, v letech 1962–1968 pokračoval na Vysoké škole uměleckoprůmyslové v Praze v ateliéru profesora Jana Malejovského.
V roce 1964 založil společně s Milanem Knížákem, se kterým studoval na vysoké škole, a se Soňou Švecovou, Vítem Machem a Janem Machem skupinu Aktuální umění jejímž cílem byla propagace moderního umění. O to se pokoušel společně s Janem Knížákem už na škole, ale bylo to odsouzeno. Objevil se na několika kolektivních výstavách, ať už jako sochař či restuarátor.

## Díla
- spolu s Otakarem Marcinem realizoval práce ve veřejném prostoru, jako Památník Věčné slávy v Moravských Budějovicích (1980)[7]
- reliéf na fasádě ve Stráži pod Ralskem (1982)[8]
- vstupní vrata kostela Nanebevzetí Panny Marie v Chomutově (1989)[9]

## Galerie

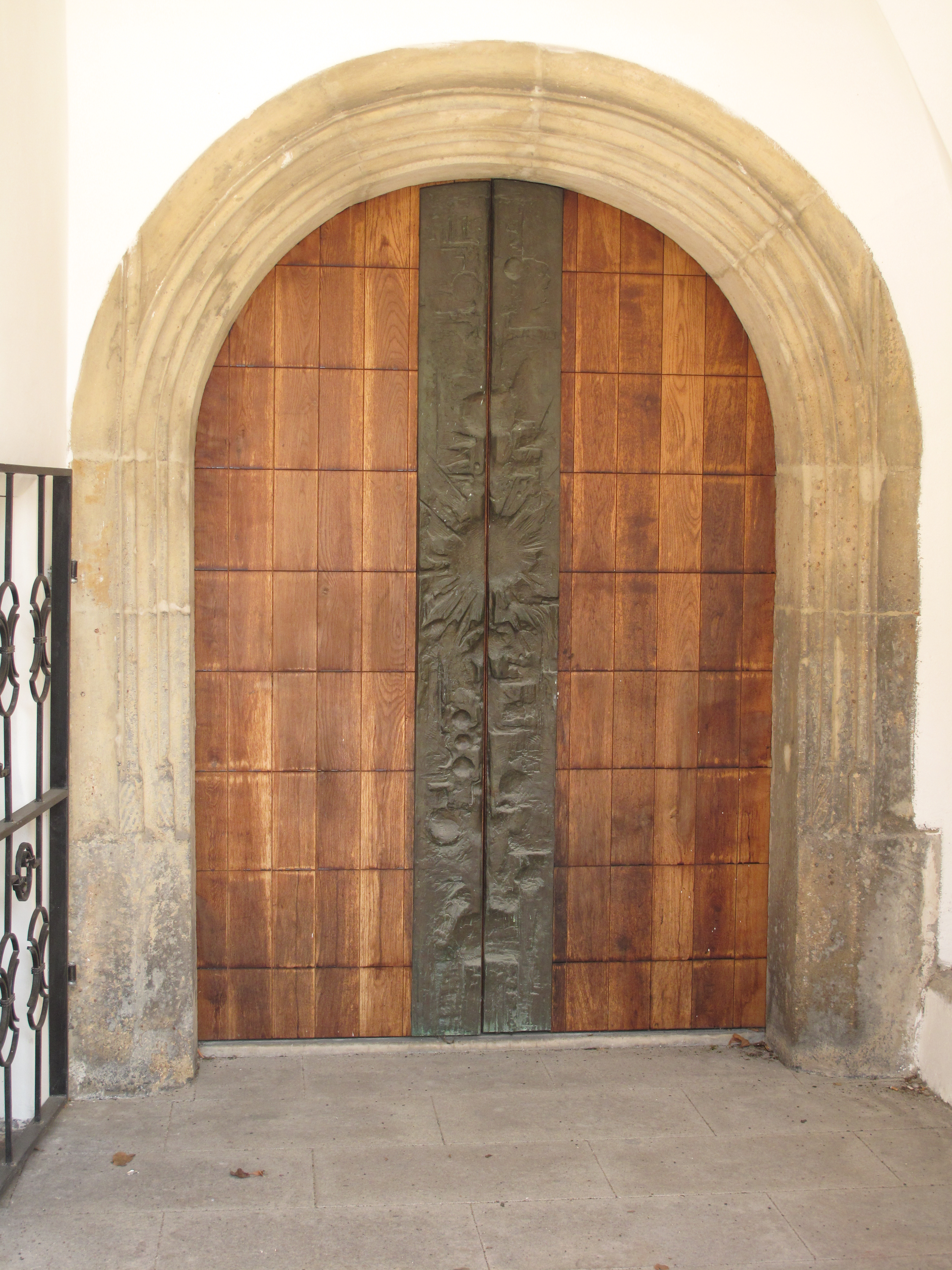
Vrata kostela Nanebevzetí Panny Marie v Chomutově, 1989, kov, dřevo
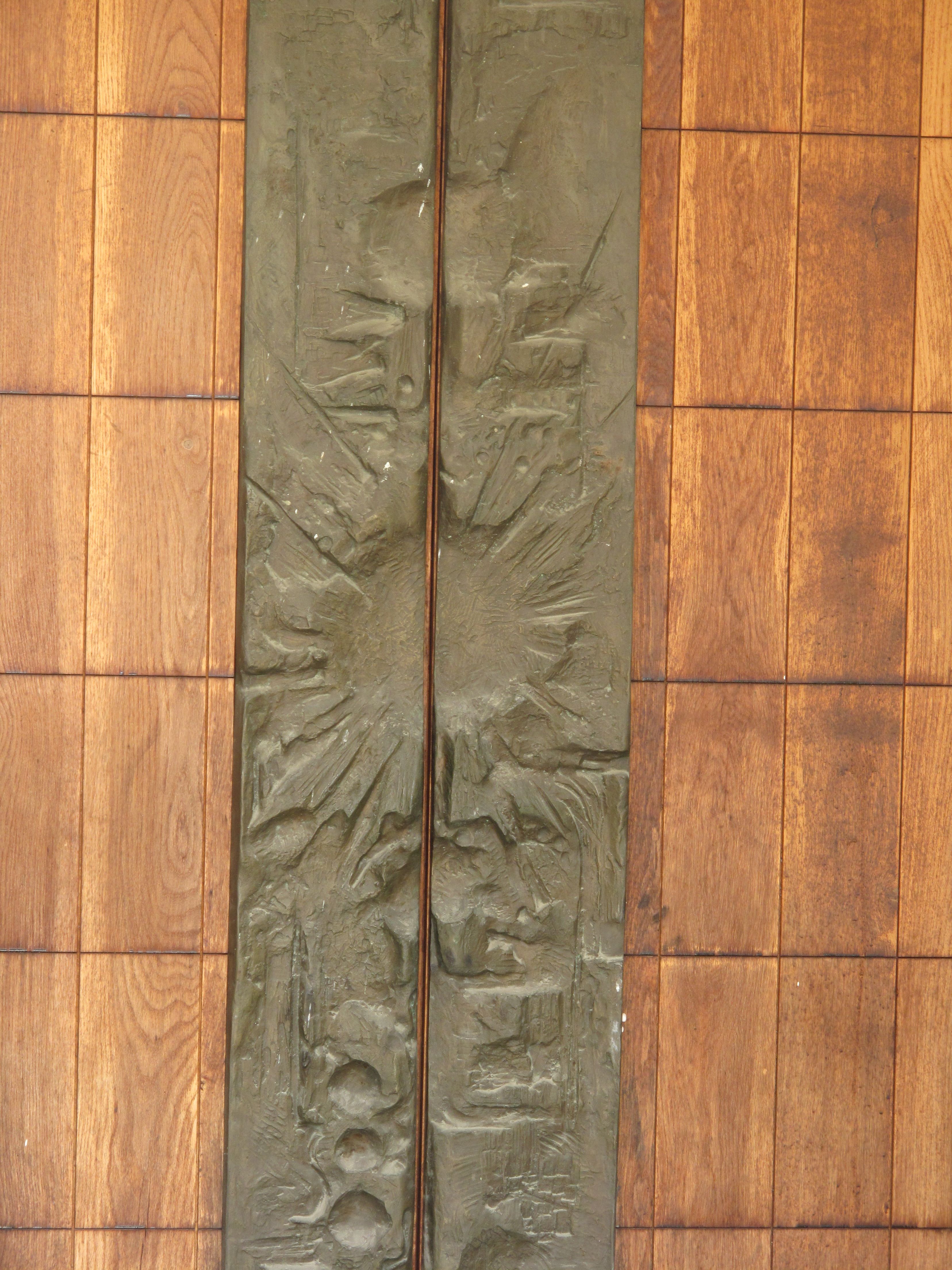
Detail vrat
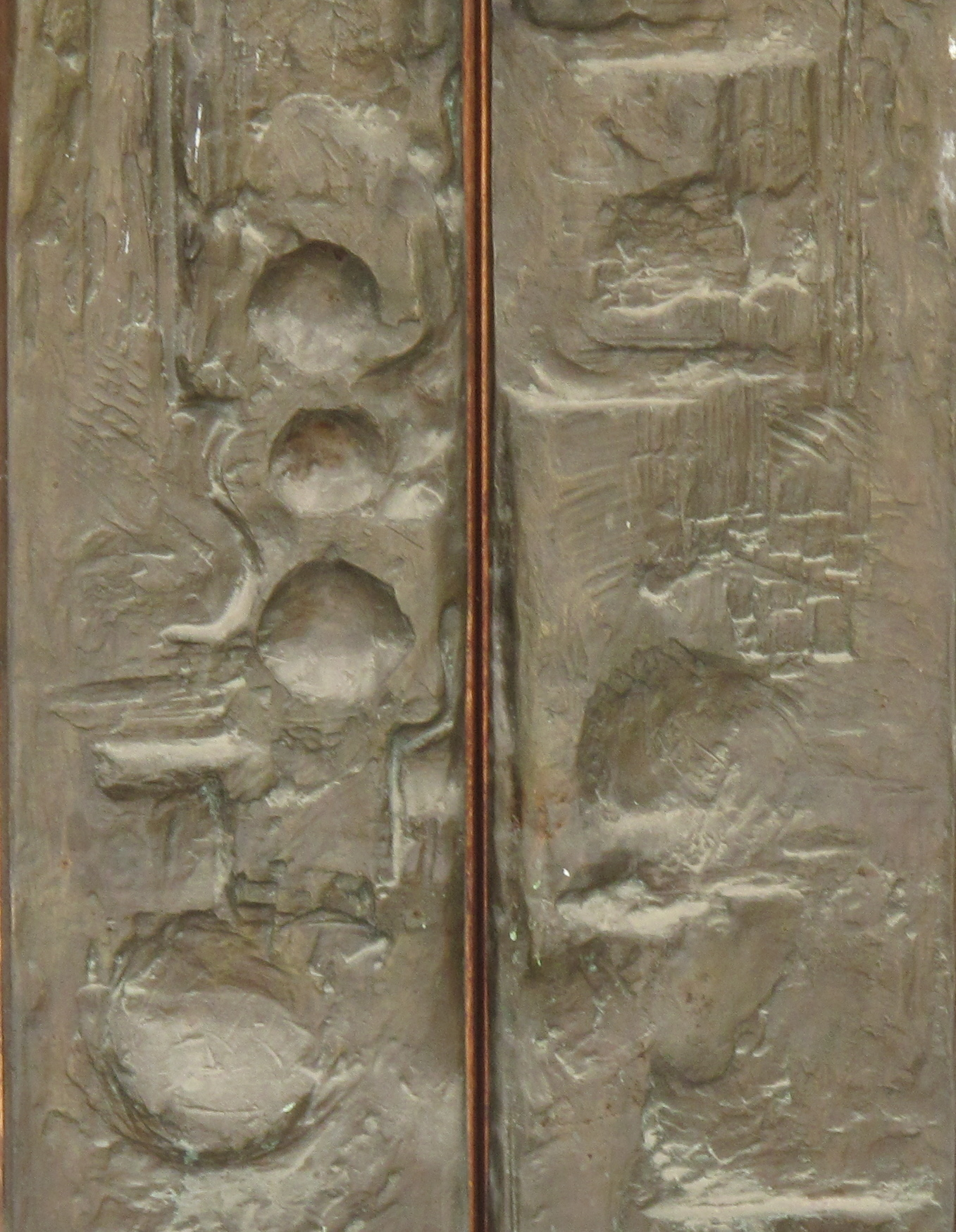
Detail kovové části